# Bahía Asunción
Bahía Asunción es una localidad mexicana del municipio de Mulegé, Baja California Sur. Se localiza geográficamente entre los 114°17′45″ O y los 27°8′18″ N, se encuentra a una altitud de 10 m s. n. m. En 2010, el INEGI registró una población de 1,484 habitantes.
Bahía Asunción se caracteriza por ser de población un 50% provenientes de San Ignacio, 30% descendencia nacida en el poblado, un 15% de los estados norte y un 5% de diferentes estados.
Sus poblaciones aledañas son al norte, San Roque, al sur, Punta Prieta y San Hipólito.

## Clima
Su clima es muy variado, por lo general predomina el frío ya que es una población habitada a la orilla del mar, acompañada de la fresca brisa marina. Las lluvias son muy escasas.

## Economía

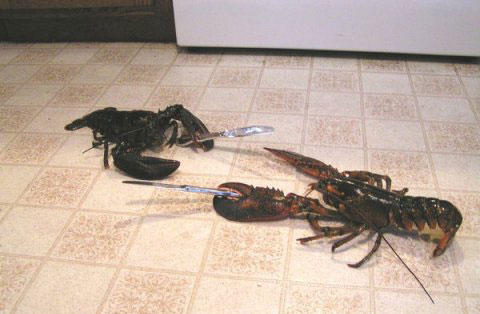
Langostas
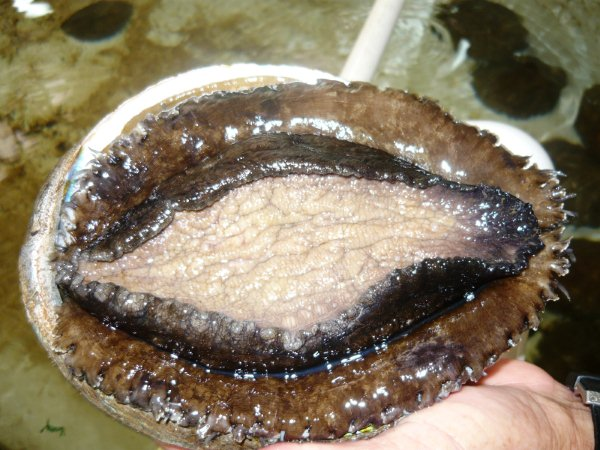
Abulon
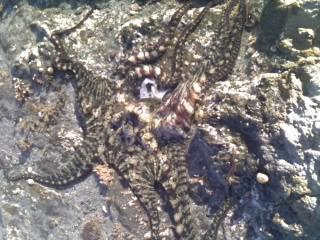
Pulpo
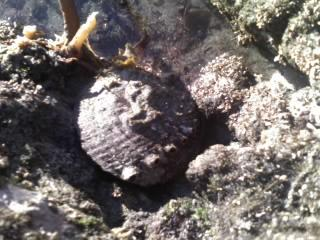
Abulon durante la marea baja

Su principal fuente de trabajo es la captura de langosta, extracción de abulón que son los que generan mayor ganancia económica. De igual manera se trabaja en la extracción de caracol, pepino, pescado, tiburón, pulpo, calamar y actualmente se trabaja con la producción de ostión. Encontrándose como fuentes de trabajo: S.C.P.P California, San Ignacio,S.C.L. y C.P.P. Ribereña Leyes de Reforma S.C de R.L., de lo cual sus productos capturados son exportados a otros países. Su segunda actividad es la ganadería.
Como tercera mayor actividad económica esta el comercio, contando con supermercados, tiendas de abarrotes, farmacias, tiendas de telefonía celular, tiendas de electrodomésticos, ferreterías, refaccionarias y autopartes, venta de material de construcción y tiendas de ropa y calzado, entre otras más.

## Recreación

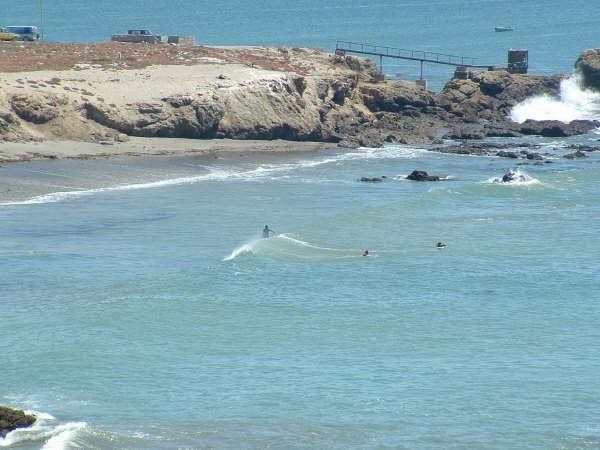
Surf Los Jurjos
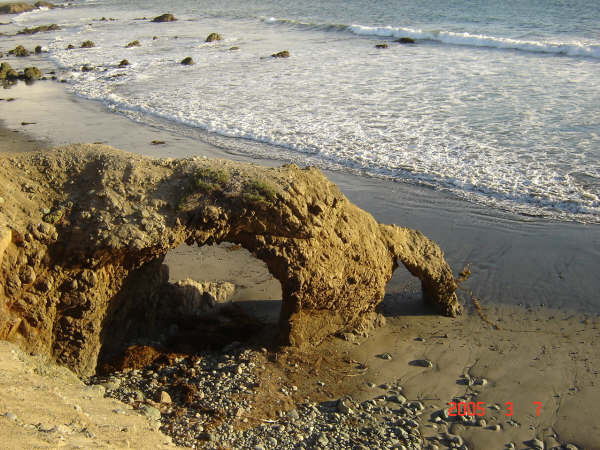
Playa los Arcos
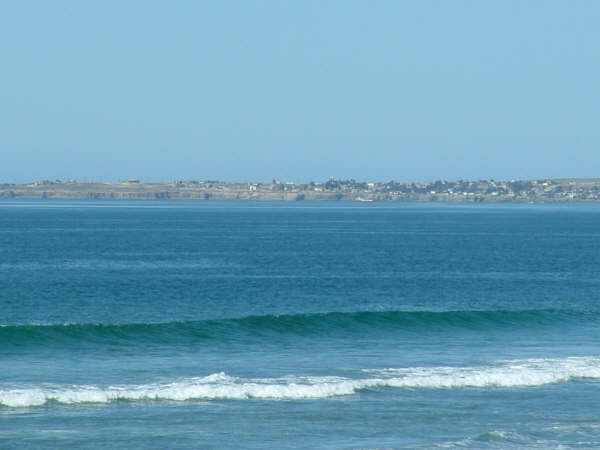
Gran Paisaje
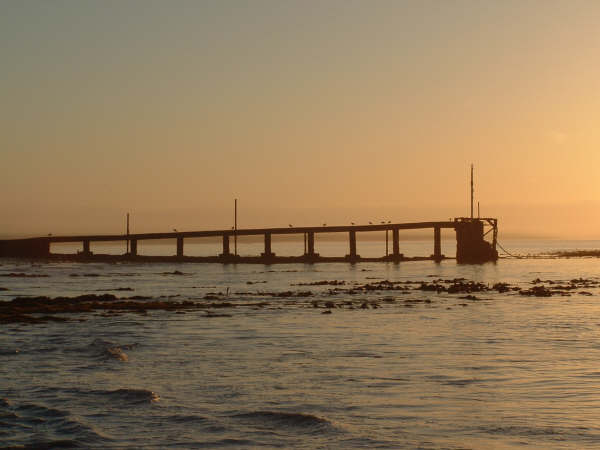
Muelle acompañado de un atardecer
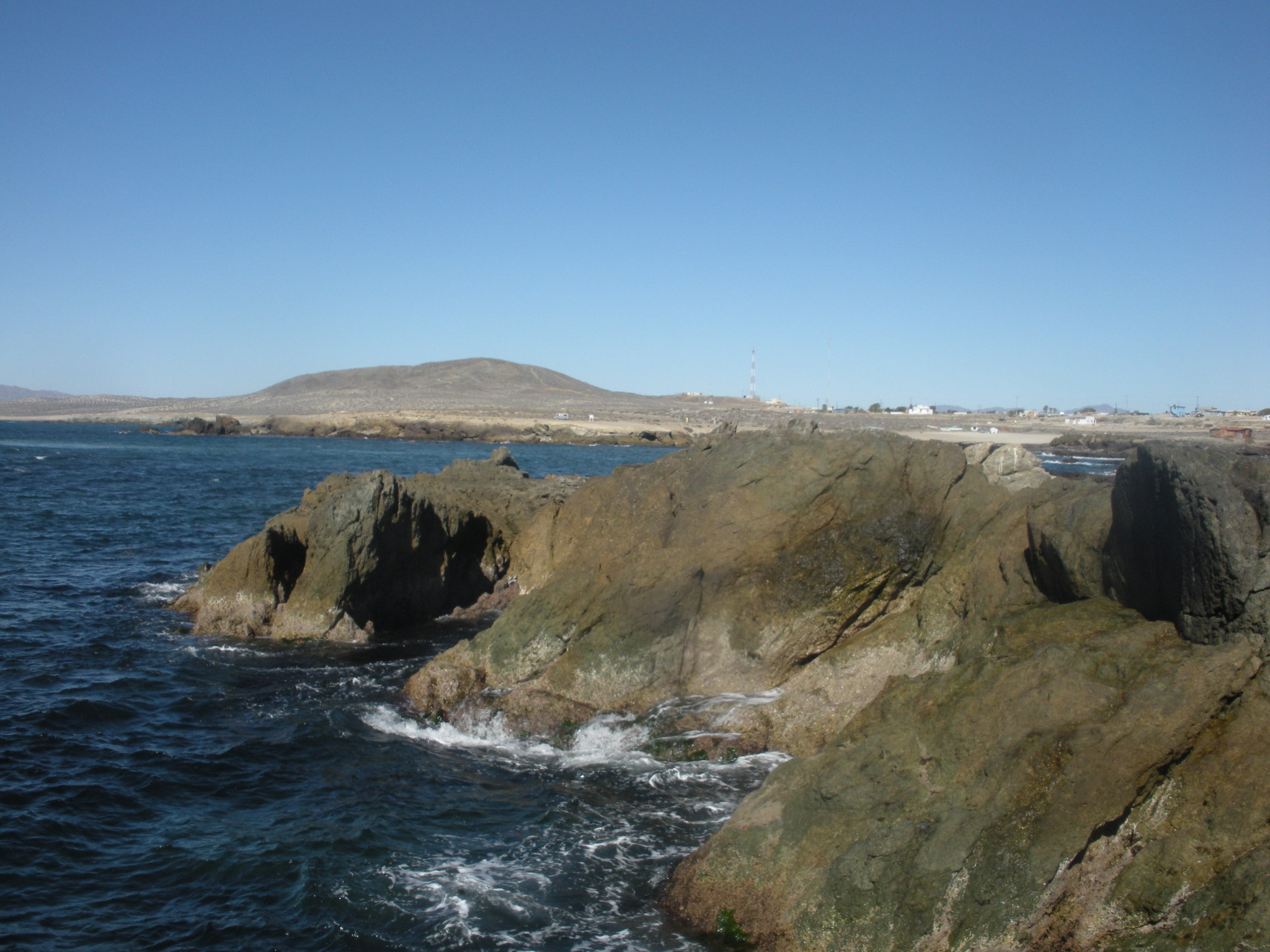
Parte posterior de la Bufadora con vista a Playa La Ensenadita
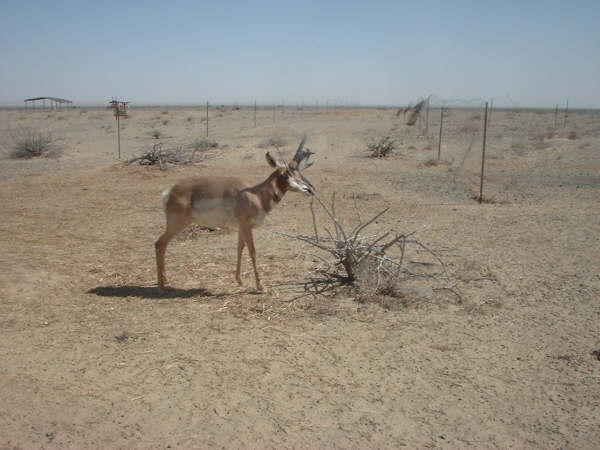
Berrendo de la Biosfera el Vizcaino

En el área de Bahía Asunción se localizan diversas playas:
- Los Pinos
- Puerto del Medio
- Varadero La Punta
- Los Jurjos
- El Vigía
- La Bufadora
- La Ensenadita
- Los Arcos
- La Puntita Prieta
- Puntaloma
- Los Choros
- El Palo Varado

Bahía asunción cuenta con aproximadamente con 20 km de playas siendo una garantía para los turistas, actualmente cuenta con amplio desarrollo turístico.
Cuenta con una reserva de la biosfera de vizcaíno. Encontrando gran cantidad de berrendos en cautiverio para su cuidado ya que es una especie en peligro de extinción. Anualente se hace monitoreo de la especie para verificar su expansión y reproducción por las tierras bajacalifornianas.

## Educación
La localidad cuenta con instituciones públicas. A nivel básico la localidad cuenta: Nivel preescolar, una institución “Jardín de Niños Agustín Melgar” contando con 4 aulas. 
A nivel escolar: la “Escuela Primaria Venustiano Carranza'', ubicada en la zona centro del poblado, cuenta con 10 aulas y 1 aula de educación especia, impartiendo sus servicios durante el turno matutino teniendo un total de 350 alumnos aproximadamente, por las tardes se imparten entrenamientos de atletismo, básquetbol, béisbol infantil, juvenil, fútbol rápido, voleibol.
Por lo que hace a educación de nivel medio, se cuenta con una escuela pública: Escuela Secundaria Estatal “Simón Bolívar”, ubicada a la zona sur del poblado, cuenta con 6 aulas, centro de computo, laboratorio químico, talleres de artesanías, taller de taquimecanografía, cancha deportiva y plaza cívica. Sus servicios se imparten en turno matutino. Con un total de 140 alumnos aproximadamente.
En cuanto a nivel medio superior se cuenta con una escuela pública: CECYTE EMSAD NO. 1 (Colegio de Estudios Científicos y Tecnológicos- Educación Media Superior a Distancia), ubicada en la zona sur del poblado, realizando sus actividades en las instalaciones de la Escuela Secundaria, impartiendo sus clases en turno vespertino. Cuenta aproximadamente con un total de 110 alumnos.

## Festividades
La celebración de las fiestas tradicionales en honor a la patrona de lugar “Señora de la Asunción” realizada en agosto los días 11, 12, 13, 14, y 15. Entre sus actividades se componen de carreras de caballos, carreras de carro, cabalgatas, jaripeos, eventos playeros, competencias de surf, competencia de pesca, etc. Así como paseos por tierra y mar sin faltar los bailes y juegos mecánicos por las noches.

## Geología
Cuenta también con extensos serranías que contiene minerales: cobre, oro, magnesita, pirita, plata, asbesto, platino, entre otros. Se han descubiertos fósiles marinos e incluso de animales terrestres que existieron según cálculos científicos hace más de veinte millones de años. Grupos de personas y estudiantes de la Escuela Secundaria acuden periódicamente a los arroyos donde se han encontrado fósiles de animales así como restos de dentaduras de tiburones los cuales se estima que tienen más de treinta millones de años, Se han encontrado colmillos de tiburón que van desde 1 hasta 15 centímetros de altura creando alto impacto en los paleontólogos del país.

## Servicios públicos
A fecha de hoy se cuenta con los servicios necesarios como es el agua potable, energía eléctrica, carretera a un 90% pavimentada, su pueblo urbanizado, pista de aterrizaje, servicio de salud, servicios postales, restaurantes y servicio de internet WiFi, prestadores de servicios para la pesca deportiva y buceo.

## Historia
La comunidad de Bahía Asunción se formó aproximadamente en el año 1945 por las familias Floriani, Rufo, Ramírez y Villavicencio, eran personas que venían a trabajar el mar por una temporada de seis meses o un año, la mayoría eran nativas de San Ignacio y ranchos cercanos, vivían en carpas gruesas de color verde, ubicadas en la zona sur del pueblo “conocida como la punta.
Con la creación de la empresa California de San Ignacio del señor Rufo y el mejoramiento de los caminos, la empresa empezó a construir las primeras casas de adobe (una masa de barro y paja, moldeada en forma de ladrillo y secada al sol utilizada en la construcción) ubicadas en la parte delantera de la misma empresa con techos de madera. Al ir mejorando los caminos, al llegar más gente y vehículos, empezaron a hacer las casas de madera. Con el tiempo el dueño de la empresa empezó a enviar cemento para construir mejores casas y más sólidas. Las casas eran para las familias y el destino de los solteros era vivir en cuartos compartidos cerca de la empresa. 
La alimentación de los primeros habitantes se basaba mayormente de lo que trabajaban y de los víveres que le proporcionaba un barco llamado “El Diputado” que venía cada 15 días proveniente de La Paz, e intercambiaban por productos del mar como langosta o abulón. Cocinaban sus alimentos con estufas de leña que hacían ellos mismos. Con la creación de la empresa California de San Ignacio del señor Rufo, ésta empieza a suplir parte de los alimentos de los habitantes (mayormente enlatados y algunas carnes). 
Gracias al crecimiento del pueblo, empezaron a traer nuevos productos, al tener luz eléctrica y la manera de conservar cosas frías empieza a extenderse el mercado. En el año 1956 se creó la primera tienda del primer comerciante Lion Florián, la cual ofrecía más productos. Los comercios se fueron extendiendo y las cooperativas pusieron sus propias tiendas, poco a poco se fueron abriendo más y más comercios que traían productos y alimentos. 
Las familias que erradicaban en aquel tiempo en este pueblo hicieron dos pozos de agua, uno situado en lo que actualmente se conoce como el rancho del Nardo y el otro en lo que es conocido como Los Pinos Locos para abastecerse, ellos cargaban el agua en baldes que transportaban con sus manos. Para el año de 1970 el gobierno creó tres llaves públicas para abastecerse de agua potable ubicadas en las casas del señor Enrique Redona Espinoza, Ernesto Aragonés González y la última en frente de la casa de Eulogio Ojeda Villegas. En el año 1984 se comenzó a poner la red de agua potable en el pueblo. Hasta que en el año de 1991 entra al pueblo el Sistema de Agua Potable y Alcantarillado (SAPA) siendo presidente municipal Gilfberto Flores Yeel que terminaría de proveer agua potable a todo el pueblo. 
Cuando los primeros habitantes de Bahía Asunción llegaron, su luz eran faroles de petróleo y gasolina. Hasta que alrededor de los años 50’ la empresa California de San Ignacio del señor Rufo del pueblo incorporó la luz eléctrica por medio de las plantas de combustible que funcionaban con diésel. Al crecer el pueblo e ir mejorando en cuanto a infraestructura y habitantes, el patronato contribuyó con la instalación de una planta de luz. Por parte de la cooperativa se ponen los postes de luz y cables los cuales cabe mencionar que aún no suplían de luz al pueblo, las plantas de combustible (diésel) generadoras de energía eléctrica eran las que aún proporcionaban este servicio. Para el mes de agosto de 2006 entra la Comisión Federal de Electricidad a Bahía Asunción. 
Con la creación de la empresa California de San Ignacio fundada por el señor Rufo, se empezaron a mejorar los caminos con máquinas de raspado. En 1953-1977 entró una línea comercial de transporte aéreo por parte del seguro y otras de negocio. Tuvieron que pasar algunos años para que la empresa se convirtiera en una cooperativa, una vez que se funda la Cooperativa Leyes de Reforma en 1974, liderados por el señor Ignacio Camacho Patrón, Amado Villalva Petit, Inocencio Villavicencio, Manuel Gallegos, Julio Márquez lideraban la gestión de la empresa y por parte del sindicato Ángel López Alvarado, el pueblo empezara a crecer, gracias a la consolidación de la cooperativa comenzaron a entrar nuevos habitantes al pueblo lo que ayudó a crecer aún más. Había personas que traían automóviles de la ciudad de Ensenada, ya con mejores caminos el tiempo que tardaban en transportarse era mucho menor. Hasta que en el año 2005 se comienza la pavimentación que conecta a Vizcaíno con Bahía Asunción gracias al plan estatal de desarrollo del Estado de Baja California, que en el 2015 se extendió la pavimentación hasta la punta de este pueblo. 
Cuando recién llegaron los habitantes, se atendían sólo con remedios caseros, después la cooperativa trae sus propios médicos hasta que se instala el centro de salud en donde cualquier persona podía asistir, uno de los doctores del primer centro de salud fue Francisco Torres Martínez. Hasta el año 1982 se abre el Instituto Mexicano de Seguro Social (IMSS), su primer doctor fue Vicente Renterilla y años más tarde llega el Instituto de Seguridad y Servicios Sociales de los Trabajadores del Estado (ISSSTE). 
En cuanto a la escuela, en 1957 les daban clases en un cuarto que estaba cercano a la cooperativa, no había sillas, mesas ni pizarrón y su maestra era Ester, que en realidad no era maestra, sino que sólo se prestaba para enseñarles, ya con el tiempo cambiaron la escuela a otro sitio (donde ahora sería a contra esquina del monumento al pescador), la cual ya tenía bancas, mesas y pizarrón (su pizarrón era de cartón y sus cuadernos eran de costales de cemento). El 10 de octubre de 1973 se inaugura la escuela Venustiano Carranza que funcionaba como artículo 123° con dos profesores, Mundo y Miranda. 
Para el año 1980 se crea la escuela secundaria Simón Bolívar en el pueblo que estaba ubicada en donde hoy está la escuela primaria, su primer y actual director Agustín Ceseña Burogin, unos años después se cambia la escuela secundaria Simón Bolívar a su ubicación actual. Para el 25 de octubre de 1982 a la escuela primaria Venustiano Carranza se le asigna una clave federal. En el año de 1987 se crea el jardín de niños Agustín Melgar fundada por la profesora María Estrella Perpuli Vidaurrazaga. Finalmente el 16 de noviembre de 1997 se inaugura el Cecyte bajo la dirección del director Agustín Ceseña Burgoin con los profesores Luis Fernández Ojeda y Adán Ceseña Burgoin. 
Con el crecimiento de la población comienza a llegar el entretenimiento a Bahía Asunción, en 1968 Floriani innovó la industria cinematográfica en el pueblo, entreteniendo tanto a chicos como grandes, cobrando 100 pesos de aquella época (10 pesos actuales), que fue cerrado en 1985, época en la que ya empezaban a llegar las televisiones. Con el paso del tiempo se construye la primera cancha al pueblo gracias a la escuela primaria Venustiano Carranza. Años después llega la que se conocía como “la cancha de arriba” que más tarde en marzo del 2008 fue remodelada por el gobernador Narciso Agúndez Montaño, ahora es conocido como el auditorio de Bahía Asunción, el parque, la disco, el estadio, la palapa Llega el billar y las cantinas. 
En 1980 las personas ya tenían televisión en sus casas, aunque batallaban para agarrar señal con antenas en sus televisores, pero la señal era muy borrosa. En 1982 la cooperativa trajo parabólicas al pueblo con las cuales obtenían señal satelital, y una mejor imagen aunque eran muy pocas las personas que contaban con parabólicas. En el 2008 llegan las antenas del teléfono celular, la televisión de paga, la red telefónica. 
En el año 1945 las personas se comunicaban a través de cartas las cuales llegaban a San Ignacio y tardaban aproximadamente de cinco a seis días en llegar. La llegada de la radio en 1950 facilitó en gran medida la comunicación entre las personas del pueblo, además de ser una gran herramienta de información, ya que se enteraban de las noticias que sucedían en el mundo. En los años 90 se instala un teléfono público ubicado en donde ahora está la delegación. Para el año 2008 hay una gran evolución en la comunicación del pueblo con la llegada del teléfono de casa y consigo la llegada del Internet.